# Gustav Rivinius
Gustav Rivinius (* 1965 im Saarland) ist ein deutscher Cellist und Professor für Violoncello an der Musikhochschule in Saarbrücken.

## Biografie

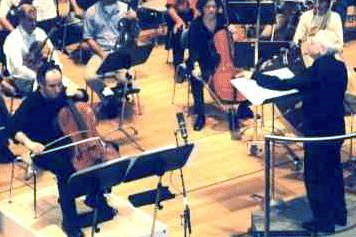
Uraufführung von Hans Zenders BARDO mit Gustav Rivinius, Cello mit BACH.Bogen

Gustav Rivinius begann sein Cellostudium im Alter von sechs Jahren bei Hermann Dirr in München. Später studierte er in Saarbrücken etliche Jahre bei Ulrich Voss und Claus Kanngiesser, danach bei David Geringas in Lübeck, bei Zara Nelsova an der Juilliard School in New York und zuletzt bei Heinrich Schiff in Basel. Dort schloss er sein Studium mit dem Solistendiplom ab.
Gustav Rivinius gewann zahlreiche nationale und internationale Wettbewerbe. Nach dem Gewinn des Internationalen Tschaikowski-Wettbewerbs, der zum ersten Mal einem deutschen Musiker zugesprochen wurde, folgten zahlreiche Konzertauftritte in bedeutenden Musikmetropolen in Europa, Japan, Mexiko und den USA.
Einige der Orchester, mit denen Gustav Rivinius konzertiert hat, sind: Symphonieorchester des Bayerischen Rundfunks, Helsinki Philharmonic Orchestra, National Symphony Orchestra Washington, Gulbenkian Orchestra Lissabon, Berliner Sinfonie-Orchester, Moskauer Philharmoniker, St. Louis Symphony Orchestra, Bamberger Symphoniker, Radio Orchestra Stockholm, hr-Sinfonieorchester, Tschechische Philharmonie, MDR-Sinfonieorchester (Leipzig) u. a.
Gustav Rivinius widmet sich auch der Kammermusik. Er ist Gast bei zahlreichen Musikfestivals, wie z. B. dem Schleswig-Holstein Musik Festival und dem Marlboro Music Festival in Vermont/USA, wo er mit Musikern wie Rudolf Serkin und Mitgliedern des Guarneri-Quartetts und des Beaux Arts Trios musizierte.
Seine erste CD veröffentlichte er mit Sonaten von Brahms, Boccherini und B.A. Zimmermann. 1993 nahm er sämtliche Cellosonaten von Ludwig van Beethoven für den WDR auf. 1995 produzierte er das Cellokonzert von Ermanno Wolf-Ferrari. Zwischen 2001 und 2009 war er mehrfach als Dozent bei der Villa Musica tätig.
Seit 1998 ist Gustav Rivinius Professor für Violoncello an der Hochschule für Musik Saar. Zu seinen ehemaligen Schülern gehören unter anderem Julian Steckel, Isang Enders und Isabel Gehweiler.

## Auszeichnungen
- 1986: 2. Preis beim Deutschen Musikwettbewerb (1. Preis nicht vergeben)
- 1986: 2. Preis beim Internationalen ARD Musikwettbewerb (1. Preis nicht vergeben)
- 1990: 1. Preis beim Internationalen Tschaikowski-Wettbewerb[3]
- Rostropovich Prize (Paris)[4]
- Felix-Mendelssohn-Bartholdy-Preis[4]
- 2016: Kunstpreis des Saarlandes

## Einspielungen
- Ermanno Wolf-Ferrari: Cello Concerto, Op. 31 / Sinfonia Brevis, Op. 28. (1996)